# Sonate d'église no 16 de Mozart

La Sonate d'église no 16 en do majeur, K. 329/317a est une sonate d'église en un seul mouvement composée par Wolfgang Amadeus Mozart probablement en mars 1777 à Salzbourg. Elle était destinée à être utilisée par le Prince-archevêque de Salzbourg, Hieronymus von Colloredo au service de qui travaillait Mozart depuis 1772.

## Caractéristiques
L'œuvre est écrite en do majeur. La mesure est marquée , et le tempo indiqué est Allegro. L'œuvre comporte 142 mesures et ne possède pas de reprises. C'est la plus longue des sonates d'église de Mozart.
Elle est écrite pour deux hautbois, deux cors en do, deux trompettes en do (clarines), deux violons, un violoncelle, deux timbales (en do et sol), un orgue et des basses. C'est la première sonate d'église de Mozart qui possède une telle instrumentation.